# 서구구민운동장
서구구민운동장(西區區民運動場, Seogu Civic Stadium)은 대한민국 대구광역시에 있는 스포츠 시설이다. 마사토 필드가 갖춰진 경기장이며, 1995년에 준공되었다.

## 참고 문헌
- 〈서구구민운동장〉. 《대구역사문화대전》. 한국학중앙연구원.
- 《2023 전국 공공체육시설 현황 (2022년 12월말 기준)》. 대한민국 문화체육관광부. 2024.